# آمازون فرش

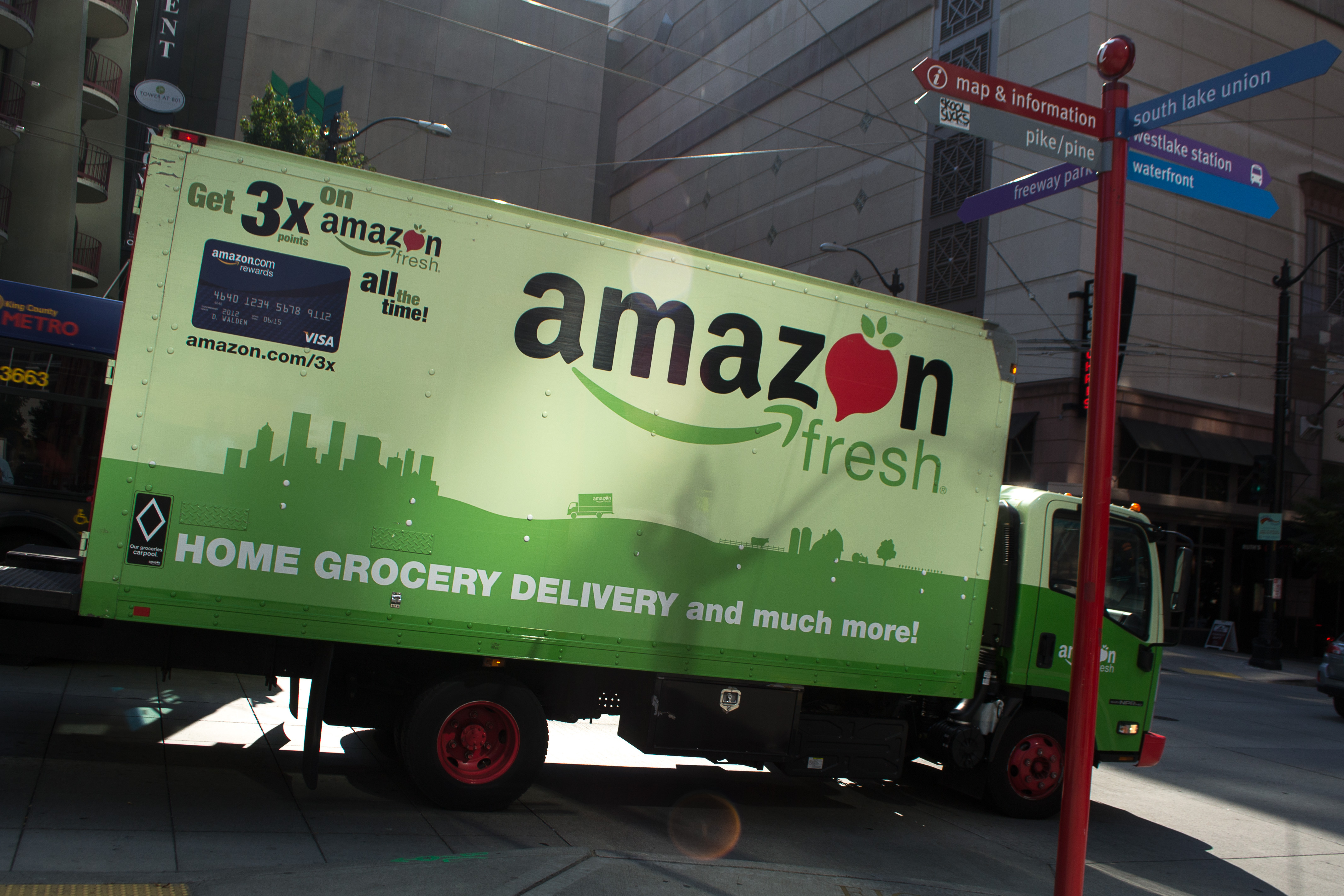
یک کامیون آمازون فرِش در یکی از خیابان‌های سیاتل

آمازون فرِش (به انگلیسی: AmazonFresh) یکی از زیرمجموعه‌های شرکت آمازون است. این شرکت انواع اقلام خواربار و نیز مجموعه‌ای از اجناس فروشگاه آمازون را به مشتریان خود عرضه می‌کند. اجناسی که در آمازون فرِش سفارش داده می‌شوند، همان روز یا روز بعد به مشتری تحویل داده می‌شود. آمازون فرِش از آگوست سال ۲۰۰۷ کار خود را آغاز کرد و به تدریج دامنه خدمات خود را افزایش داد. آمازون فرِش ابتدا بخش‌های مشخصی از مناطق شهرهای بزرگ را هدف اولیه خود قرار داد و برای انتقال اجناس مختلف با فروشگاه‌های مستقر در همان محلات همکاری کرد.